# Jean Rochefort
Jean Rochefort, właśc. Jean Raoul Robert Rochefort (ur. 29 kwietnia 1930 w Paryżu, zm. 9 października 2017 tamże) – francuski aktor filmowy i teatralny, scenarzysta i reżyser.

## Życiorys

### Wczesne lata
Syn Celestina Rocheforta i Fernande Guillot, uczęszczał do Lycée Pierre Corneille w Rouen. W wieku dziewiętnastu lat podjął studia na Centre d’Art Dramatique de la rue Blanche. Naukę kontynuował w Paris Conservatoire. Od 1953 przez siedem lat związany był z Compagnie Grenier Hussenot.

### Kariera
Zadebiutował na ekranie w komedii Spotkanie w Paryżu (Rencontre à Paris, 1956). Stworzył wiele charakterystycznych postaci w filmie przygodowym na podstawie książki Alexandre’a Dumasa Człowiek w żelaznej masce (Le Masque de fer, 1962) czy jednym z najbardziej luźnych formalnie i czysto surrealistycznych filmów komediodramacie Luisa Buñuela Widmo wolności (Le Fantôme de la liberté, 1974), komedii Powrót tajemniczego blondyna (Le Retour du grand blond, 1974). Za kreację L'abbé Dubois w dramacie historycznym Niech się zacznie zabawa (Que la fête commence..., 1975) oraz rolę kapitana w dramacie wojennym Krab-Dobosz (Le Crabe-Tambour, 1977) otrzymał nagrodę Cezara.
W dramacie Mąż fryzjerki (Le Mari de la coiffeuse, 1990) zagrał Antoine’a, który ma obsesję na punkcie strzyżenia włosów, w komedii Roberta Altmana Prêt-à-Porter (1994) był inspektorem Tantpisem. Wystąpił w dramacie Śmieszność (Ridicule, 1996) z Fanny Ardant, komedii Plotka (Le Placard, 2000) u boku Daniela Auteuila i Gérarda Depardieu.
Zasiadał w jury konkursu głównego na 56. MFF w Cannes (2003).

## Życie prywatne
16 czerwca 1960 poślubił Aleksandrę Moskwę, z którą ma dwoje dzieci: córkę Marie (ur. 1962) i syna Julien (ur. 1965). W 1989 roku ożenił się po raz drugi z Françoise Vidal. Mają syna Louise i córkę Clémence. Z nieformalnego związku z Nicole Garcią ma syna Pierre’a (ur. 1981).

## Filmografia

### Filmy fabularne
| Rok  | Tytuł                                                                                           | Rola                                    | Reżyser                |
| ---- | ----------------------------------------------------------------------------------------------- | --------------------------------------- | ---------------------- |
| 1956 | Spotkanie w Paryżu (Rencontre à Paris)                                                          | student                                 | Georges Lampin         |
| 1961 | Kapitan Fracasse (Le Capitaine Fracasse)                                                        | Malartic                                | Pierre Gaspard-Huit    |
| 1962 | Człowiek w żelaznej masce (Le Masque de fer)                                                    | Lastréaumont                            | Henri Decoin           |
| 1962 | Cartouche-zbójca (Cartouche)                                                                    | La Taupe                                | Philippe de Broca      |
| 1964 | Markiza Angelika (Angélique, Marquise des Anges)                                                | François Desgrez, radca prawny          | Bernard Borderie       |
| 1965 | Piękna Angelika (Merveilleuse Angélique)                                                        | François Desgrez                        | Bernard Borderie       |
| 1965 | Człowiek z Hongkongu (Les Tribulations d’un chinois en Chine)                                   | Leon                                    | Philippe de Broca      |
| 1966 | Angelika i król (Angélique et le Roy)                                                           | François Desgrez                        | Bernard Borderie       |
| 1966 | Kim jesteś, Polly Maggoo? (Qui êtes-vous, Polly Maggoo?)                                        | Grégoire Pecque                         | William Klein          |
| 1967 | Dwa tygodnie we wrześniu (À cœur joie)                                                          | Philippe                                | Serge Bourguignon      |
| 1967 | Niedziela z życia (Le dimanche de la vie)                                                       | Kapitan Bordeille                       | Jean Vautrin           |
| 1972 | Tajemniczy blondyn w czarnym bucie (Le grand blond avec une chaussure noire)                    | Pułkownik Louis Marie Alphonse Toulouse | Yves Robert            |
| 1974 | Zegarmistrz od Świętego Pawła (L'Horloger de Saint-Paul)                                        | Inspektor Guilboud                      | Bertrand Tavernier     |
| 1974 | Widmo wolności (Le Fantôme de la liberté)                                                       | Pan Legendre                            | Luis Buñuel            |
| 1974 | Powrót tajemniczego blondyna (Le retour du grand blond)                                         | Pułkownik Louis Marie Alphonse Toulouse | Yves Robert            |
| 1975 | Niewinni o brudnych rękach (Les innocents aux mains sales)                                      | Albert Légal, adwokat                   | Claude Chabrol         |
| 1975 | Niech się zacznie zabawa (Que la fête commence...)                                              | Ojciec Dubois                           | Bertrand Tavernier     |
| 1976 | Jak zrobić słonia w trąbę (Un éléphant ça trompe énormément)                                    | Etienne                                 | Yves Robert            |
| 1977 | Wszyscy spotkamy się w raju (Nous irons tous au paradis)                                        | Etienne Dorcet                          | Yves Robert            |
| 1977 | Krab dobosz (Le Crabe-tambour)                                                                  | Kapitan                                 | Pierre Schoendoerffer  |
| 1978 | Kto wykańcza europejską kuchnię? (Who Is Killing the Great Chefs of Europe?)                    | Auguste Grandvilliers                   | Ted Kotcheff           |
| 1978 | Kobieciarz (Le cavaleur)                                                                        | Édouard Choiseul                        | Philippe de Broca      |
| 1980 | Nienawidzę blondynek (Odio le bionde)                                                           | Donald Rose                             | Giorgio Capitani       |
| 1980 | Droga nieznajoma (Chère inconnue)                                                               | Gilles Martin                           | Mosze Mizrachi         |
| 1981 | Dziwna podróż (Un étrange voyage)                                                               | Pierre                                  | Alain Cavalier         |
| 1981 | Birgitt Haas musi zginąć (Il faut tuer Birgitt Haas)                                            | Charles-Philippe Bauman                 | Laurent Heynemann      |
| 1982 | Wielki brat (Le Grand Frère)                                                                    | Charles-Henri Rossi                     | Francis Girod          |
| 1982 | Niedyskrecja (L'Indiscrétion)                                                                   | Alain Tescique                          | Pierre Lary            |
| 1983 | Przyjaciel Vincenta (L'Ami de Vincent)                                                          | Vincent Lamarre                         | Pierre Granier-Deferre |
| 1983 | Niedziela gliniarza (Un dimanche de flic)                                                       | Rupert                                  | Michel Vianey          |
| 1984 | Frankenstein 90                                                                                 | Victor Frankenstein                     | Alain Jessua           |
| 1987 | Tandem (Le Moustachu)                                                                           | Michel Mortez                           | Patrice Leconte        |
| 1989 | Pan na zamku (Je suis le seigneur du château)                                                   | Jean Bréaud                             | Régis Wargnier         |
| 1990 | Mąż fryzjerki (Le Mari de la coiffeuse)                                                         | Antoine                                 | Patrice Leconte        |
| 1992 | Bal natrętów (Le Bal des casse-pieds)                                                           | Henri Sauveur                           | Yves Robert            |
| 1993 | Tango                                                                                           | Bellhop                                 | Patrice Leconte        |
| 1994 | Prêt-à-Porter                                                                                   | Inspektor Tantpis                       | Robert Altman          |
| 1996 | Śmieszność (Ridicule)                                                                           | Markiz de Bellegarde                    | Patrice Leconte        |
| 1998 | Hrabia Monte Christo (Le Comte de Monte Cristo, serial TV)                                      | Fernand de Morcerf                      | Josée Dayan            |
| 1998 | Wiatrem przeminęło z... (El Viento se llevó lo qué)                                             | Edgar Wexley                            | Alejandro Agresti      |
| 1999 | Rembrandt                                                                                       | Nicolaes Tulp                           | Charles Matton         |
| 2001 | Plotka (Le placard)                                                                             | Kopel, dyrektor fabryki                 | Francis Veber          |
| 2002 | Człowiek z pociągu (L’homme du train)                                                           | Pan Manesquier                          | Patrice Leconte        |
| 2004 | RRRrrrr!!!                                                                                      | Lucie                                   | Alain Chabat           |
| 2004 | Lucky Luke (Les Dalton)                                                                         | Jolly Jumper (głos)                     | Philippe Haïm          |
| 2005 | Piekło (L' enfer)                                                                               | Louis                                   | Édouard Baer           |
| 2006 | Nie mów nikomu (Ne le dis à personne)                                                           | Gilbert Neuville                        | Guillaume Canet        |
| 2007 | Wakacje Jasia Fasoli (Mr. Bean's Holiday)                                                       | Kelner                                  | Steve Bendelack        |
| 2007 | Zawsze chciałem być gangsterem (J'ai toujours rêvé d'être un gangster)                          | Jean                                    | Samuel Benchetrit      |
| 2012 | Artysta i modelka (El Artista y la modelo)                                                      | Marc Cros                               | Fernando Trueba        |
| 2012 | Asterix i Obelix: W służbie Jej Królewskiej Mości (Astérix et Obélix: Au service de sa Majesté) | Lucius Fouinus                          | Laurent Tirard         |
| 2013 | Jack i mechanika serca (Jack et la Mécanique du cœur)                                           | Georges Méliès                          | Mathias Malzieu        |
| 2015 | Floride                                                                                         | Claude Lherminier                       | Philippe le Guay       |